# Club Natació Manresa
Club Natació Manresa var en spansk (katalansk) idrottsförening i Manresa med simning och vattenpolo som grenar. Föreningen grundades den 7 april 1933. Vattenpololegendaren Manel Estiarte inledde sin karriär i Club Natació Manresa. År 2012 fattades ett beslut om att lägga ned verksamheten på grund av ekonomiska svårigheter. Verksamheten lades ned i maj 2013 efter att föreningen först hade fyllt 80 år.